# العلاقات المكسيكية الزيمبابوية
العلاقات المكسيكية الزيمبابوية هي العلاقات الثنائية التي تجمع بين المكسيك وزيمبابوي.

## مقارنة بين البلدين
هذه مقارنة عامة ومرجعية للدولتين:
| وجه المقارنة                                              | المكسيك                                                                               | زيمبابوي |
| --------------------------------------------------------- | ------------------------------------------------------------------------------------- | --- |
| المساحة (كم2)                                             | 1.97 مليون                                                                            | 390.76 ألف |
| عدد السكان (نسمة)                                         | 130.53 مليون                                                                          | 16.53 مليون |
| الكثافة السكانية (ن./كم²)                                 | 66.26                                                                                 | 42.3 |
| العاصمة                                                   | مدينة مكسيكو                                                                          | هراري |
| اللغة الرسمية                                             | اللغة الإسبانية                                                                       | لغة إنجليزية، اللغة الشونا، النديبيلية الشمالية ‏، لغة الشيشيوا، Barwe ‏، Kalanga language ‏، Tshwa language ‏، النداو ‏، اللغة التسونجا، لغة الإشارة الزيمبابوية ‏، اللغة السوتية، تونغا ‏، اللغة التسوانية، اللغة الفيندية، اللغة الكوسية |
| العملة                                                    | بيزو مكسيكي                                                                           | دولار أمريكي |
| الناتج المحلي الإجمالي (بليون دولار)                      | 1.15 تريليون                                                                          | 17.85 مليار |
| الناتج المحلي الإجمالي (تعادل القوة الشرائية) بليون دولار | 2.16 تريليون                                                                          | 27.88 مليار |
| الناتج المحلي الإجمالي الاسمي للفرد دولار أمريكي          | 9.01 ألف                                                                              | 924 |
| الناتج المحلي الإجمالي للفرد دولار أمريكي                 | 17.32 ألف                                                                             | 1.79 ألف |
| مؤشر التنمية البشرية                                      | 0.756                                                                                 | 0.509 |
| رمز المكالمات الدولي                                      | +52                                                                                   | +263 |
| رمز الإنترنت                                              | .mx                                                                                   | .zw |
| المنطقة الزمنية                                           | منطقة زمنية وسطى، المنطقة الزمنية الجبلية، زمن منطقة المحيط الهادئ، منطقة زمنية شرقية | ت ع م+02:00 |

## منظمات دولية مشتركة
يشترك البلدان في عضوية مجموعة من المنظمات الدولية، منها:
| علم المنظمة | اسم المنظمة                        | تاريخ انضمام المكسيك | تاريخ انضمام زيمبابوي |
| ----------- | ---------------------------------- | -------------------- | --------------------- |
|             | مؤسسة التنمية الدولية              | 24 أبريل 1961        | 29 سبتمبر 1980        |
|             | الأمم المتحدة                      | 7 نوفمبر 1945        | 25 أغسطس 1980         |
|             | منظمة التجارة العالمية             | 1995                 | ?                     |
|             | منظمة الشرطة الجنائية الدولية      | ?                    | ?                     |
|             | الاتحاد الدولي للاتصالات           | 1 يوليو 1908         | 10 فبراير 1981        |
|             | الفريق المعني برصد الأرض           | ?                    | ?                     |
|             | البنك الدولي للإنشاء والتعمير      | 31 ديسمبر 1945       | 29 سبتمبر 1980        |
|             | الاتحاد البريدي العالمي            | ?                    | ?                     |
|             | منظمة حظر الأسلحة الكيميائية       | ?                    | ?                     |
|             | مؤسسة التمويل الدولية              | 20 يوليو 1956        | 29 سبتمبر 1980        |
|             | وكالة ضمان الاستثمار متعدد الأطراف | 1 يوليو 2009         | 10 أبريل 1992         |
|             | يونسكو                             | 4 نوفمبر 1946        | 22 سبتمبر 1980        |

## وصلات خارجية
- موقع وزارة الخارجية المكسيكية
- موقع وزارة الخارجية الزيمبابوية